# Murgeni
Murgeni è una città della Romania di 7 811 abitanti, ubicata nel distretto di Vaslui, nella regione storica della Moldavia.
Murgeni ha ottenuto lo status di città nel dicembre 2003.
Fanno parte dell'area amministrativa anche le località di Cârja, Floreni, Lăţeşti, Raiu, Sărăţeni e Schineni.